# パチンコ機一覧
パチンコ機の一覧（パチンコきのいちらん）は、パチンコ機を一覧にしたものである。
- 表記は「機種名（メーカー）」の順とする。
- 五十音順掲載。ただし、CR機の「CR～」、遊パチの「A～」は無視する。

| 目次 | 目次 | 目次 | 目次 | 目次 | 目次 | 目次 | 目次 | 目次 | 目次 | 目次 |
| ---- | ---- | ---- | ---- | ---- | ---- | ---- | ---- | ---- | ---- | ---- |
| わ   | ら   | や   | ま   | は   |      | な   | た   | さ   | か   | あ   |
|      | り   |      | み   | ひ   |      | に   | ち   | し   | き   | い   |
| を   | る   | ゆ   | む   | ふ   |      | ぬ   | つ   | す   | く   | う   |
|      | れ   |      | め   | へ   |      | ね   | て   | せ   | け   | え   |
| ん   | ろ   | よ   | も   | ほ   |      | の   | と   | そ   | こ   | お   |

## あ

### あ
- CR嗚呼!花の応援団（三星）
- CR愛してオーレ（メーシー販売）
- アイスパラダイス（マルホン）
- アクアパラダイスDX（SANKYO）
- CRあしたのジョー（奥村遊機）
- CRあついぜ!!おやじ（Sansei R&D）
- CRあずみ（サミー）
- CRあっ命（平和）
- アニマルパラダイス（三洋物産）
- CRアニマルフレンズ鴨軍団（マルホン）
- CR暴れん坊将軍R（藤商事）
- CRアラジンデスティニー（サミー）
- CRアラビアンドリームMXTR（ニューギン）
- アレジン（藤商事）
- CRアレパチアポロ1号H（タイヨーエレック）
- CRアレパチ連発おはな（タイヨーエレック）
- CRアレパッチン（タイヨーエレック）
- CRアントニオ猪木という名のパチンコ機（平和）

### い
- CR E.T.（Sansei R&D）
- CREIIIコレクション（マルホン）
- CR Eアドベンチャー（マルホン）
- CR EアドベンチャーII inアクアポリス（マルホン）
- CREXジャック2000（ニューギン）
- CR飯島直子のカジノビスティ（ビスティ）
- CRイタリアンドリーム（三洋物産）
- CR一気（西陣）
- 一休さん（三洋物産）
- CR一休さん（竹屋）
- いなかっぱ大将（藤商事）
- CRいなかっぺ大将（平和）
- CRイヤミのここで一発（大一商会）
- CRイルナ★ボンバー（Sansei R&D）
- CRいれてなんぼ（大一商会）
- CRインディアン嘘つかない（ニューギン）

### う
- CRウィンター（タイヨーエレック）
- CRウインターコレクション（エース電研）
- CRウエスタンヒーロー（平和）
- CR上へまいりま～す（エース電研）
- CR上へまいりまーす2（エース電研）
- CRウキウキ西遊キ（高尾）
- CRウキウキフィッシング（三洋物産）
- CR浮世絵（西陣）
- CR牛若外伝（藤商事）
- CR宇宙戦艦ヤマト（藤商事）
- CRうちどめくん（西陣）
- うちのポチ（SANKYO）
- CRウッチャンナンチャン（西陣）
- CRウッディー・ウッドペッカー（マルホン）
- CR打て打て雀士東場（タイヨーエレック）
- CR馬物語（SANKYO）
- CR海です（西陣）
- CR海伝説（大一商会）
- CR海百景（西陣）
- CR海へいこう2（マルホン）
- CR海へいこう楽園天国（マルホン）
- 海物語（三洋物産）
- CRうらめし屋怪談物語（マルホン）
- CRうる星やつら（奥村遊機）
- CRうる星やつら2（奥村遊機）
- CRウルトラマン（大一商会）

### え
- エキサイト（藤商事）
- エキサイトジャック（ニューギン）
- CRエキサイトラッシュ（藤商事）
- CR SL物語（Sansei R&D）
- CR SDガンダム（サミー）
- CR江戸っ子源さん（三洋物産）
- CR蛭子能収（高尾）
- CRエビンチュ（高尾）
- エレックスD-51（西陣）
- CR演歌道（タイヨーエレック）
- CR縁起マン（平和）

### お
- CRおいっ鬼太郎（藤商事）
- OL娘（SANKYO）
- CR OH！SAMURAI（Sansei R&D）
- CR黄金ハンター（奥村遊機）
- CRお江戸でごじゃる（ニューギン）
- CR大海物語（三洋物産）
- CR大海物語スペシャル（三洋物産）
- CR大江戸百景（西陣）
- CR大江戸夢歌舞伎（メーシー販売）
- オークス2（三星）
- CRオークス（三星）
- CR大空物語（Sansei R&D）
- CR大わんわんパラダイス（三洋物産）
- CRおかっ引き銭形くん（タイヨーエレック）
- CRオグリキャップ（Sansei R&D）
- CRおさかな物語（ニューギン）
- CRおそ松くん（大一商会）
- CRお宝探検隊（竹屋）
- CRお茶の間劇場（Sansei R&D）
- CRお天気スタジオ（平和）
- CR男の花道～みちのく、そして神戸～（高尾）
- CR男の花道（西陣）
- CR男のマグロ一本釣り（豊丸産業）
- CR男はつらいよ（サミー）
- CR男!浜幸 日本一（高尾）
- CR踊れ!安来キッズ（大一商会）
- CR踊れ大酋長（西陣）
- CR鬼まぶや（Sansei R&D）
- CRおばけランド（西陣）
- CRお祭りサブちゃん（京楽産業.）
- CRお祭りマンボ（タイヨーエレック）
- CRお水の花道（平和）
- CRおめでとうございまーす（ニューギン）
- CR織部金次郎（サミー）
- CR俺の空（サミー）
- オロチョンパ（SANKYO）

## か

### か
- CR帰ってきた黄門ちゃま（平和）
- CR楓魂（大都技研）
- CR GO!GO!郷（ニューギン）
- CRガーフィールド（マルホン）
- 開運!船ざんす（ニューギン）
- CR怪物くん（大一商会）
- CR牙王（ニューギン）
- CRがきデカ（三星）
- カクテルビンゴ（銀座）
- CRカジノキング（エース電研）
- CR火事場のロボぢから（タイヨーエレック）
- CR肩MOMI娘隊（西陣）
- 花鳥風月（西陣）
- CRガチンコ7（タイヨーエレック）
- CRガッチャマン（サミー）
- CRがってん棟梁（ニューギン）
- CRかっぱ君 (アビリット)
- CRかっぱ64（藤商事）
- CR加トちゃん・こぶ茶バンド編（奥村遊機）
- CRカニえもん（京楽産業.）
- CR華原朋美とみなしごハッチ（ビスティ）
- CRかましの金ちゃん（タイヨーエレック）
- CR髪さまヘルプ（エース電研）
- CRガメラ（サミー）
- CR嘉門達夫のたのしい昔話（ニューギン）
- CRからくりキッズ（ダイドー）
- CRガリ勉君（三洋物産）
- CRガンバレ19番ホール（タイヨーエレック）
- がんばれ丸ちゃん（京楽産業.）
- CRがんばれ桃太郎（メーシー販売）
- CRがんばれ!!ロボコン（ニューギン）

### き
- CR奇跡の電役キャプテンロバート（豊丸産業）
- キャプテンルーキー（西陣）
- CRギャートルズ（大一商会）
- CRギャ王MX（マルホン）
- CRギャオギャオアマゾン（奥村遊機）
- CRキャッツ（竹屋）
- CRキャットジラ（平和）
- CRキャプテンフラッグ（高尾）
- CRギャンブラー愛（大一商会）
- CR球界王（西陣）
- CR恐竜大陸（西陣）
- CR餃子の王将（豊丸産業）
- CR巨人の星2（高尾）
- CR巨人の星（高尾）
- CRキョンシー（藤商事）
- CR銀河英雄伝説（平和）
- ギンギラパニック（三洋物産）
- ギンギラパラダイス（三洋物産）
- CRギンギラパラダイス2（三洋物産）
- CRギンギンタクシー（豊丸産業）
- CRキングゴッド（ニューギン）
- キングスター（SANKYO）
- CRキングパニック（三洋物産）
- CRキングホー助（平和）
- CR筋肉番付（ニューギン）
- CRキン肉マン（マルホン）

### く
- CRクールビューティー（奥村遊機）
- CR九龍（三星）
- くじら君（平和）
- CR果物物語（タイヨーエレック）
- CRくのいち忍法帳（高尾）
- CR鞍馬天狗（藤商事）
- CRグラディエーター（京楽産業.）
- CRクリスタリア100の神話（マルホン）
- CRグルーヴ原人（西陣）
- CRくるんくるん（銀座）
- CRクレイジーモンスターズ（西陣）
- CRクロコダイルインディー（ニューギン）
- CR黒ひげ危機一発（京楽産業.）

### け
- CRゲイルファイター（奥村遊機）
- CR K-1 PREMIUM Dynamite（サミー）
- CRゲゲゲの鬼太郎（藤商事）
- CR月光仮面（平和）
- CRけろけろけろっぴ（銀座）
- CR元気村（まさむら遊機）
- ケンケンのハワイDEアロハ（平和）
- CR源氏ものがたり（ミズホ）
- CR幻獣覇王（サミー）
- CR原人王（サミー）
- CR源平合戦（ニューギン）

### こ
- CR恋姫（高尾）
- CR黄門ちゃま2（平和）
- CR黄龍の耳（サミー）
- CRゴーゴーアッコちゃん（ダイドー）
- CRゴーゴーアニマル（京楽産業.）
- CRゴーストハウス（高尾）
- CRゴーストバスターズ（藤商事）
- CR木枯し紋次郎（平和）
- CR極上!梅松パラダイス（サミー）
- CRゴジラ（ニューギン）
- CR神21（ニューギン）
- CRコットン（大一商会）
- CRコブラ（ニューギン）
- CR駒王伝説（豊丸産業）
- CRコマ道楽（豊丸産業）
- CR小柳ルミ子（西陣）
- CRゴルゴ13（平和）
- 今夜は最高/CR新今夜は最高（三洋物産）

## さ

### さ
- CRサクラ大戦（サミー）
- ザ・トキオ（平和）
- CRザ・レスキュー・ドッグ（サミー）
- CR侍ジャイアンツ（高尾）
- ザリざんす（ニューギン）
- CR三国覇王伝（竹屋）
- サンスカーレット（京楽産業.）

### し
- CR新海物語（三洋物産）
- CR新大江戸日記（ニューギン）
- CR新お天気スタジオ（平和）
- CR新世紀エヴァンゲリオン（フィールズ＋ビスティー）
- CR新世紀エヴァンゲリオンセカンドインパクト（フィールズ＋ビスティー）
- CR新世紀エヴァンゲリオン 〜奇跡の価値は〜（フィールズ＋ビスティー）
- CR新世紀エヴァンゲリオン 〜使徒、再び〜（フィールズ＋ビスティー）
- CR新影の軍団（ニューギン）
- CR新綱取物語（平和）
- CR新レレレにおまかせ!（大一商会）
- CRシーコップ（サミー）
- CRA-gon昭和物語（A-gon） - 約40年ぶりに登場した、手動レバー式

### す
- CRスーパー海物語（三洋物産）
- CRスーパー海物語 IN 沖縄（三洋物産）
- CRスーパー海物語 IN 沖縄 桜バージョン（三洋物産）
- CRスーパー海物語 IN 地中海（三洋物産）
- CRスーパー海物語 IN 沖縄2（三洋物産）
- スーパーブラザーズ（西陣）
- CRスーパーわんわんパラダイス（三洋物産）
- ストリートブラザーズ（西陣）
- CRスロぱちんこグラディエーターエボリューション（京楽産業.）

### せ
- CR清流物語（三洋）
- セクシーショット（マルホン）
- CRセクシースパイ杉本彩（奥村）
- CRセブンズロック（Sansei R&D）
- CR戦国乙女（平和）
- CR千昌夫～北国の春～（藤商事）

### そ
- CRそば屋の源さん（三洋物産）

## た

### た
- CR大工の源さん（三洋物産）
- CRタイタニック ザ・パチンコ（大一商会）
- ダイナマイト（大一商会）
- CR大陸物語（タイヨーエレック）
- たぬ吉君2（京楽産業.）
- ダービー物語（平和）
- 玉ちゃんファイト（京楽産業.）
- CR弾球黙示録カイジ（高尾）
- CR弾球黙示録カイジ沼（高尾）
- ダンスダンス（大一商会）

### ち
- CRチキチキドリーム（西陣）
- CR超激海（ニューギン）
- CR超絶合体SRD（Sansei R&D）
- ちんどん屋（西陣）

### つ
- 綱取物語（平和）
- CR綱取物語（平和）

### て
- CR TRF（Sansei R&D）
- CR天上のランプマスター（豊丸産業）
- CR天才バカボン（大一）
- CR天才バカボン2（大一）

### と
- CR虎せます（高尾）
- CRドルフィンダイブ（藤商事）
- CRドロンジョにおまかせ（平和）
- CRドンガガに眠る秘宝（豊丸産業）

## な

### な
- CR中森明菜・歌姫伝説（大一）
- ナナシー（豊丸産業）

### に
- CRにゃんにゃんパラダイス（三洋物産）
- CR忍者ハットリくん（大一）

### ね
- Aネオエキサイトジャック（ニューギン）
- CR熱血武蔵（藤商事）
- CR熱血硬派くにおくん（平和）

### の
- CR信長の野望（ニューギン）

## は

### は
- CRバードカーニバル（三洋物産）
- パーラーキング（西陣）
- CRハイパー海物語 IN カリブ（三洋物産）
- CRばくばくBANK（マルホン）
- CR花の慶次（ニューギン）
- CR花満（西陣）
- CR花満開（西陣）
- CR花満開極（西陣）
- CR花満開煌（西陣）
- CR華王（京楽産業.）
- CRAハネ海物語（三洋物産）
- CR羽根ぱちんこウルトラセブン（京楽産業.）
- CRA羽根ぱちんこ水戸黄門（京楽産業.）
- CRぱちんこあっぱれ応援団（京楽産業.）
- CRぱちんこアバンギャルド（京楽産業.）
- CRぱちんこアタックNo.1（京楽産業.）
- CRぱちんこイエローキャブ（京楽産業.）
- CRぱちんこウルトラセブン（京楽産業.）
- CRぱちんこウルトラマン（京楽産業.）
- CRぱちんこ歌舞伎剣（京楽産業.）
- CRぱちんこ仮面ライダー ショッカー全滅大作戦（京楽産業.）
- CRぱちんこ仮面ライダーMAX Edition（京楽産業.）
- CRぱちんこキン肉マン（京楽産業.）
- CRぱちんこ黒ひげ危機一発2（京楽産業.）
- CRパチンコサラリーマン（ジェイビー）
- CRぱちんこJAWS（京楽産業.）
- パチンコ大賞（西陣）
- CRぱちんこたぬ吉くん（京楽産業.）
- CRぱちんこチェッカーズ（京楽産業.）
- CRぱちんこ華王美空ひばり（京楽産業.）
- CRぱちんこ必殺仕事人III（京楽産業.）
- CRパチンコ必勝ガイド（Sansei R&D）
- CRぱちんこ冬のソナタ（京楽産業.）
- CRぱちんこ冬のソナタ2（京楽産業.）
- ぱちんこCR北斗の拳（サミー）
- CRぱちんこ水戸黄門（京楽産業.）
- ハレーすい星ロボQ（西陣）
- CRばんことみのモンスターナイト（アビリット）

### ひ
- ビッグドン（豊丸産業）
- ビアホール（西陣）
- ビッグシューター（平和）
- CR必殺仕事人（京楽産業.）
- CR必殺仕事人激闘編（京楽産業.）
- CRヒデキ感激（平和）
- CRひとみの料理教室2（タイヨーエレック）
- CRピンクレディー（大一）
- びんびんバラエティ（西陣）
- ビーチパラダイス（平和）

### ふ
- ファイター（三洋物産）
- ファインプレー（マルホン）
- ファンキーセブン（西陣）
- フィーバー（SANKYO）
- CRフィーバー インディ・ジョーンズ（SANKYO）
- フィーバーガールズI（SANKYO）
- CRフィーバーカジノRX（SANKYO）
- CRフィーバー空手OH!（SANKYO）
- CRフィーバーギャラクシーγ（SANKYO）
- CRフィーバーギンガSP（SANKYO）
- フィーバーキングII（SANKYO）
- フィーバークィーンII（SANKYO）
- フィーバークリスタルI（SANKYO）
- CRフィーバークレイジーコンバット（SANKYO）
- フィーバー結婚の条件（SANKYO）
- CRフィーバー倖田來未（SANKYO）
- CRフィーバー彩（SANKYO）
- フィーバースパークSP（SANKYO）
- フィーバースパークGP（SANKYO）
- フィーバースパークFX（SANKYO）
- CRフィーバーゼウス（SANKYO）
- CRフィーバー大ヤマト（SANKYO）
- CRフィーバーダウンタウン劇場（SANKYO）
- CRフィーバーデーモン（SANKYO）
- CRフィーバー電車でGO!（SANKYO）
- フィーバー10スペシャル（SANKYO）
- CRフィーバーネオパワフル（SANKYO）
- CRフィーバーネプチューン（SANKYO）
- フィーバーパワフル（SANKYO）
- CRフィーバーパワフルZERO（SANKYO）
- フィーバーパンチアウトDX（ダイドー）
- CRフィーバービーチ（SANKYO）
- CRフィーバーピストル大名（SANKYO）
- CRフィーバービッグパワフル（SANKYO）
- CRフィーバーピンボール（SANKYO）
- フィーバーフェスティバルI（SANKYO）
- フィーバーフラッシュI（SANKYO）
- フィーバーボルテックスII（SANKYO）
- CRフィーバーマッスル（SANKYO）
- CRフィーバーメガクィーン（SANKYO）
- CRフィーバーリノ（SANKYO）
- フィーバールーセントDI（ダイドー）
- フィーバーレクサスV（SANKYO）
- フィーバーレクサスVI（SANKYO）
- CRフィーバーワールド（SANKYO）
- CRフィーバーワン（SANKYO）
- フェスティバル（三洋物産）
- フライングカーペット（SANKYO）
- ブラボー（平和）
- ブラボーアトラス（平和）
- ブラボーエクシード（平和）
- ブラボーエクセディア（平和）
- ブラボーエンゼル（平和）
- ブラボーオーシャンDX（平和）
- ブラボーガール2（平和）
- ブラボーカムイ（平和）
- 舞羅望極II（平和）
- ブラボーキングダム（平和）
- ブラボーキングダムG（平和）
- ブラボー七福神（平和）
- ブラボーストライカー（平和）
- ブラボーストロングα-1（平和）
- CRブラボー絶好鳥（平和）
- ブラボーセンチュリー（平和）
- ブラボードラゴン（平和）
- ブラボービート（平和）
- CRブラボーファイブ（平和）
- ブラボーミリオン（平和）
- ブラボーミリオンSP（平和）
- 舞羅望烈火（平和）
- ブラボーロイヤル（平和）
- CRプリティバンド（平和）
- プリンセス物語（平和）
- ブンブン丸（平和）

### へ
- CRベノムの逆襲（高尾）
- ヘブンブリッジ（西陣）
- CRベルサイユのバラ（エース電研）

### ほ
- CR北斗の拳（サミー）
- CRほしのあきの胸キュンパラダイス（大一商会）

## ま

### ま
- 麻雀物語（平和）
- CRマーメイドザブーン（サミー）
- CR舞夢（Sansei R&D）
- CR松浦亜弥（ビスティ）

### み
- CRミスターマジック（SANKYO）
- CRミスターマリック（マルホン）
- CRミスパチプロ（平和）
- ミルキーバー（ニューギン）
- CR未来少年コナン（ニューギン）

### む
- CRムツゴロウの動物王国（三洋物産）
- CR武藤敬司（マルホン）

### め
- めちゃイケナース（西陣）

### も
- CR猛獣王（サミー）
- CRモンスターハウス（竹屋）
- CR燃える闘魂アントニオ猪木（平和）
- CR桃太郎侍（平和）

## や

### や
- CR野生の王国（ニューギン）
- CR柔キッズ（京楽産業.）
- CR柔キッズ極編（京楽産業.）
- 柔キッズ3（京楽産業.）
- CRヤジキタ（奥村）
- ヤジキタチンドウチュウ3（奥村）
- CRヤッターマン（平和）
- CRヤッタルデー（西陣）
- 山寺日記（ビスティ）

### ゆ
- CR遊遊悟空（西陣）
- CRUFOキッズ（サミー）
- CR夢芝居（ミズホ）
- CR夢の超特急（大一）

### よ
- CR横山やすし伝説（豊丸産業）
- CR義経物語（Sansei R&D）

## ら

### ら
- CRランボー（平和）

### り
- CR力道山（サミー）
- CR RYU-OH（平和）
- CR竜王伝説（豊丸産業）
- CRリング（藤商事）
- CRリングにかけろ1（サミー）

### る
- CRルパン三世（平和）
- CRルパン三世ルピナスタワーのダイヤを狙え（平和）

### れ
- レーザースペーシー（平和）
- CRレッツゴーザウルスL（西陣）
- レッドライオン（西陣）
- CRレディースナイパー2（高尾）
- レモン牌（平和）
- CRレレレにおまかせ!（大一）

### ろ
- CRローズテイルアルティメット（豊丸産業）
- CRロッキー＆ホッパー（高尾）
- ロボスキー（SANKYO）

## わ

### わ
- CR渡り鳥AKIRA（藤商事）
- ワニざんす（ニューギン）
- CR笑ゥせぇるすまん（奥村）
- わんわんパラダイス（三洋物産）
- CRワンダフルポリス（ニューギン）